# Jarin Blaschke
Pour les articles homonymes, voir Blaschke.
Jarin Blaschke, né le 28 septembre 1978 à Westminster, en Californie (États-Unis), est un directeur de la photographie américain.
Surtout connu pour son travail avec le réalisateur Robert Eggers, il a été nommé pour l'Oscar de la meilleure photographie pour son travail sur les films d'horreur d'Eggers The Lighthouse (2019) et Nosferatu (2024).

## Biographie
À l'âge de 16 ans, Jarin Blaschke s'installe à New York pour étudier le cinéma à la School of Visual Arts.
Blaschke se fait connaître pour la première fois grâce à son travail sur le premier film de Robert Eggers, The Witch. Son travail est salué, en plus de plusieurs nominations par des associations de critiques de cinéma, notamment du prix de la Seattle Film Critics Society pour la meilleure photographie. Il fait à nouveau équipe avec Eggers pour The Lighthouse, filmé en négatif noir et blanc. En plus de sa nomination aux Oscars, Blaschke remporte l'Independent Spirit Award de la meilleure photographie et est nommé pour le BAFTA et le Critics' Choice Award.

## Vie personnelle
Jarin Blaschke vit en Angleterre.

## Filmographie

### Longs métrages
| Année | Titre                                                 | Réalisateur        | Remarques                |
| ----- | ----------------------------------------------------- | ------------------ | ------------------------ |
| 2009  | Blood Night (Blood Night: The Legend of Mary Hatchet) | Frank Sabatella    | Avec Christopher Walters |
| 2012  | Fray (en)                                             | Geoff Ryan         |                          |
| 2014  | I Believe in Unicorns (en)                            | Léa Meyerhoff      |                          |
| 2015  | The Witch                                             | Robert Eggers      |                          |
| 2017  | Shimmer Lake                                          | Oren Uziel         |                          |
| 2018  | Back_Roads (en)                                       | Alex Pettyfer      |                          |
| 2018  | Blackwood, le pensionnat                              | Rodrigo Cortés     |                          |
| 2019  | The Lighthouse                                        | Robert Eggers      |                          |
| 2022  | The Northman                                          | Robert Eggers      |                          |
| 2023  | Knock at the Cabin                                    | M. Night Shyamalan | Avec Lowell A.Meyer      |
| 2024  | Nosferatu                                             | Robert Eggers      |                          |

### Télévision
| Année | Titre          | Réalisateur      | Remarques        |
| ----- | -------------- | ---------------- | ---------------- |
| 2020  | Servant        | Lisa Brühlmann   | Épisode « Boba » |
| 2020  | Le Cheval pâle | Leonora Lonsdale | Mini-série       |

## Récompenses, distinction et nominations
| Année | Titre          | Prix                                         | Catégorie                                 | Résultat   | Réf.   |
| ----- | -------------- | -------------------------------------------- | ----------------------------------------- | ---------- | ------ |
| 2019  | The Lighthouse | Independent Spirit Award                     | Meilleure photographie                    | Lauréat    |        |
| 2019  | The Lighthouse | Oscars du cinéma                             | Meilleure photographie                    | Nomination | [ 2 ]  |
| 2019  | The Lighthouse | BAFTA Awards                                 | Meilleure photographie                    | Nomination | [ 3 ]  |
| 2019  | The Lighthouse | Seattle Film Critics Society                 | Meilleure photographie                    | Nomination | [ 4 ]  |
| 2024  | Nosferatu      | National Board of Review                     | Outstanding Achievement in Cinematography | Lauréat    | [ 5 ]  |
| 2024  | Nosferatu      | Astra Film and Creative Arts Awards          | Meilleure photographie                    | Nomination | [ 6 ]  |
| 2024  | Nosferatu      | Washington D.C.Area Film Critics Association | Meilleure photographie                    | Lauréat    | [ 7 ]  |
| 2024  | Nosferatu      | San Diego Film Critics Society               | Meilleure photographie                    | Lauréat    | [ 8 ]  |
| 2024  | Nosferatu      | Chicago Film Critics Association             | Meilleure photographie                    | Nomination | [ 9 ]  |
| 2024  | Nosferatu      | Las Vegas Film Critics Society               | Meilleure photographie                    | Nomination | [ 10 ] |
| 2024  | Nosferatu      | St.Louis Film Critics Association            | Meilleure photographie                    | Lauréat    | [ 11 ] |
| 2024  | Nosferatu      | San Francisco Bay Area Film Critics Circle   | Meilleure photographie                    | Nomination | [ 12 ] |
| 2024  | Nosferatu      | New York Film Critics Online                 | Meilleure photographie                    | Nomination | [ 13 ] |
| 2024  | Nosferatu      | Southeastern Film Critics Association Awards | Meilleure photographie                    | Nomination | [ 14 ] |
| 2024  | Nosferatu      | Phoenix Film Critics Society Awards          | Meilleure photographie                    | Lauréat    | [ 15 ] |
| 2024  | Nosferatu      | Seattle Film Critics Society                 | Meilleure photographie                    | Nomination | [ 16 ] |
| 2024  | Nosferatu      | Indiana Film Journalists Association         | Meilleure photographie                    | Lauréat    | [ 17 ] |
| 2024  | Nosferatu      | North Texas Film Critics Association Awards  | Meilleure photographie                    | Lauréat    | [ 18 ] |
| 2024  | Nosferatu      | Austin Film Critics Association              | Meilleure photographie                    | Nomination | [ 19 ] |
| 2024  | Nosferatu      | Critics' Choice Awards                       | Meilleure photographie                    | Lauréat    | [ 20 ] |
| 2024  | Nosferatu      | Satellite Awards                             | Meilleure photographie                    | Nomination | [ 21 ] |
| 2024  | Nosferatu      | London Critics Circle Film Awards            | Technical Achievement of the Year         | Nomination | [ 22 ] |
| 2024  | Nosferatu      | Alliance of Women Film Journalists           | Meilleure photographie                    | Nomination | [ 23 ] |
| 2024  | Nosferatu      | American Society of Cinematographers         | Meilleure photographie                    | Nomination | [ 24 ] |
| 2024  | Nosferatu      | Academy Awards                               | Meilleure photographie                    | Nomination | [ 25 ] |

- Jarin Blaschke : Récompenses, sur l'Internet Movie Database